# Nagualismo
Nagualismo, Nahualismo ou Nawalismo é um sistema de práticas e crenças mágicas dos indígenas toltecas do México e América Central.
O foco do nagualismo é o Nagual, um espírito familiar que é adquirido por anciãos e outras pessoas importantes, e que assume a forma de um animal. Em outras interpretações, o Nagual é alguém que se transforma em um animal.
Luís da Câmara Cascudo vê no nagualismo semelhanças com a crença no lobisomem encontrada no Brasil

## Na cultura popular
Carlos Castaneda, no seu livro Porta Para o Infinito (Tales of Power, 1975), apresenta a figura de Don Juan Matus, um nagual ou líder dos bruxos. Don Juan explica que nagual é uma força cósmica que dá sentido ao universo. 
Na graphic novel A Garagem Hermética (1976-1980), Moebius atribui os poderes do personagem Lewis Carnellian ao "Nagual, aquele que está imóvel no centro do universo". 